# 核化学
核化学（英語：Nuclear chemistry，又称为核子化學）是研究稳定和放射性原子核的反应、性质、结构、分离、鉴定等的一门学科。例如，研究不同的次原子粒子怎樣共同形成一個原子核以及研究原子核之中的物質究竟是如何變化的。

## 早期歷史
在威廉·倫琴發現X射線之後，很多科學家開始研究把放射線離子化。他們的其中之一就是亨利·貝克勒，他研究磷光與相片板變黑的關係。當貝克勒（在法國工作）發現這個時，沒有其他能量來源，鈾產生了射線可以令相片板變黑，放射線被發現。瑪麗亞·居里（在巴黎工作）與她的丈夫皮埃爾·居里從鈾離析了兩種新的放射性元素。他們用輻射來識別哪一種是化學離析後放射線的光束；他們把鈾離析至各不同已知的化學元素，並量度各元素的放射線。之後他們試圖更進一步地離析這些放射性級分去離析一種更活躍的更小的級分。就這樣他們離析出了釙和鐳。大約1901年，人們發現吸收過多輻射會在人體造成傷害，貝克勒常在袋中帶著一個鐳的樣本，他吸收了過多輻射，因而造成輻射灼傷。

## 放射性衰变

### α衰变
放射性原子核放出α粒子（氦-4原子核）而转变为另一种核，衰变之后核电荷数减少2，质量数减少4。
235
92U
 → 231
90Th
 + 4
2He

### β-衰变
為β衰变的一種。放射性原子核放出電子和反電中微子而转变为另一种核，衰变之后核电荷数升高1，质量数不变。
137
55Cs
 → 137
56Ba
 + 
e−
 + 
ν
e

### 正电子发射
又稱β+衰变，即释放正电子的衰变，為β衰变的一種。放射性原子核放出正電子和電中微子而转变为另一种核，衰变之后核电荷数减少1，质量数不变。从原子核释放出来的正电子极易与核外的电子相撞並湮灭，从而变为2个光子。
30
15P
 → 30
14Si
 + 
e+
 + 
ν
e

### 电子捕获
又称逆β衰变或K层俘获，為β衰变的一種。放射性原子核的質子吸收一個軌域電子並成为中子，转变为另一种核，並放出电中微子，衰变之后核电荷数减少1，质量数不变。
111
49In
 + 
e−
 → 111
48Cd
 + 
ν
e

## 人工核反应

### 发现
最早的人工核反应是卢瑟福于1919年用釙-214释放的α粒子轰击氮-14所完成的。

1934年，约里奥-居里夫妇利用人工核反应制得了磷-30，这是自然界中所不存在的磷的同位素。夫妇二人也因此获得了诺贝尔奖。磷-30会发生正电子衰变，引起了不小的轰动。

### 应用

#### 同位素示踪
生物学家卡尔文利用碳-14来研究光合作用中的碳的动态，取得了丰硕的成果。

#### 确定年代
利用碳-14等放射性核素可以测定年代，稱作放射性定年法，对于考古研究有着重要的意义。

## 裂变与聚变

### 核裂变
核裂变為较重的原子核分裂成两个以上较轻的原子核及次原子粒子的過程，可分為自發分裂及誘發分裂。自發分裂是一種放射性衰變的形式，誘發分裂則屬於核反应的一種。

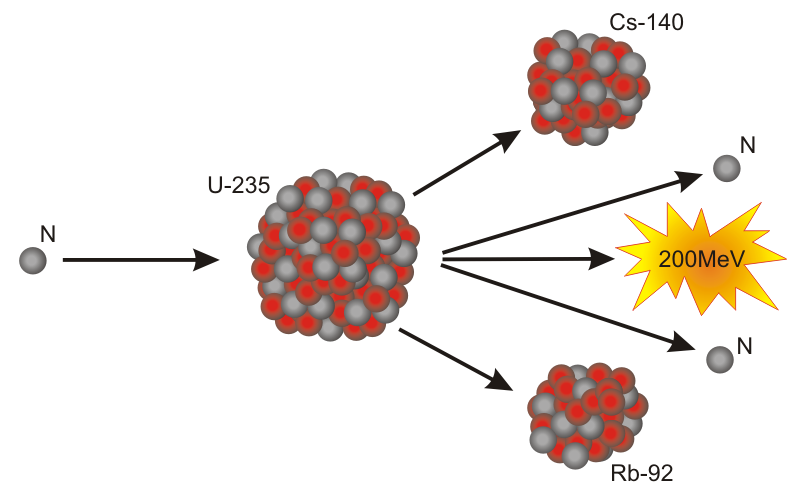
核裂变示意图

### 核聚变
核聚变為两个轻原子核聚合成一个较重原子核的核反应。

核聚变示意图

## 核稳定理论

### 稳定核的质子中子比
原子核所具有的质子数于中子数均为偶数时，更为稳定。

### 结合能
原子核分解成为其组成的质子和中子所需要的能量。